# Agim
Agim är ett mansnamn av albanskan agim ’gryning.’
238 män har Agim som tilltalsnamn i Sverige (enligt en sökning år 2018).